# 法華神道
法華神道（ほっけしんとう）是以日蓮宗的思想為基礎的神道信仰，源於宗祖日蓮的思想。

## 概要
信仰的中心是三十番神，同時深受吉田神道的影響而成立。日蓮的弟子日像將比叡山的三十番神導入日蓮宗・法華宗，室町時代在教團內廣為傳播。
明應6年（1497年），神道家吉田兼倶針對日蓮宗的番神信仰提出質問狀的「番神問答事件」，其論爭的紀錄被匯集成『番神問答記』。以來，宗內的神道論說受到吉田神道的影響。之後，以此為契機，依法華信仰解釋，被稱作法華神道的神道說，在戰國至近世初期形成。此神道說以日澄的著書『法華神道秘訣』最具體系化。
但是，法華神道因明治維新後的神佛分離而衰退。另一方面，和天台宗或日蓮宗無直接關係，但以法華神道為背景的新宗教「蓮門教」興起，勢力在明治時代曾大為伸展。但是，因以催眠療法進行布教，又以催眠術的手段販賣「御神水」，被內務省取締後，教勢急速衰退。

## 脚注
1. ↑  宮川了篤. . 身延論叢. 2011, 16.
2. ↑  宮川 了篤. . 印度學佛教學研究. 1997, 45 (2): 669–675.
3. ↑  宮川了篤. . 東洋文化研究所 所報 (身延山大学東洋文化研究所). 2001-03, 5: 7–26. ISSN 1342-6605. doi:10.15054/00000034.
4. ↑  . 京都大学貴重資料デジタルアーカイブ.   [2021-12-19]. （原始内容存档于2023-03-31）.

## 關連項目
- 山王神道
- 國柱會